# أوتو أرنت
أوتو أرنت Otto Arndt (19 يوليو 1920 – 3 فبراير 1992) كان سياسيًا من ألمانيا الشرقية شغل منصب وزير النقل والمدير العام لشركة دويتشه رايشسبان (سكك حديد ألمانيا الشرقية) من عام 1970 حتى عام 1989.

## حياته
ولد أرنت في أشيرسليبن عام 1920. وكان أبوه يعمل سائق قاطرة. وتدرب على صناعة الأقفال. وخدم في سلاح الطيران الألماني خلال الحرب العالمية الثانية. وبعد الحرب تدرب ليصبح مفتشًا للسكك الحديدية وبدأ حياته المهنية في شركة رايشسبان. وكان أرندت أيضًا نشطًا سياسيًا للغاية، وأحد الأعضاء المؤسسين لحزب الوحدة الاشتراكي في جمهورية ألمانيا الديمقراطية المنشأة حديثًا.
وفي عام 1970، خلف أرنت إرفين كرامر في منصب وزير النقل ومدير لشركة دويتشه رايشسبان (سكك حديد ألمانيا الشرقية)، وعمل في تلك المناصب حتى استقالته إلى جانب وزراء الحكومة الآخرين في نوفمبر 1989. كان أيضًا عضوًا في مجلس النواب حتى مارس 1990. 